# Афідевіт
Афідевіт (Афідавіт) (лат. affido — «під присягою засвідчую») — письмова урочиста заява, письмове свідчення (твердження про факт), дане під присягою. У афідевіті, подібно присязі, вживаються клятвені дієслова, а особу, від якої походить афідевіт, попереджають про відповідальність за надання неправдивих даних (свідчень). Найширше використовується в країнах англо-американської системи права.
В Україні тлумачення терміна дається Роз'ясненнями Міністерства юстиції України щодо нотаріального оформлення від імені громадян, підприємств, установ і організацій України документів, призначених для дії за кордоном від 01.02.1998 р.. Варто зауважити, що окрім цих Роз'яснень, в Україні дефініції афідевіту не присвячено жодного офіційного акта.